# Joseph Duval
Pour les articles homonymes, voir Duval et Monseigneur Duval.
Joseph Duval, né le 11 octobre 1928 à Chênex en Haute-Savoie et mort le 23 mai 2009 à Saint-Jorioz,, est un évêque catholique français qui fut archevêque de Rouen de 1981 à 2003 et ancien président de la conférence des évêques de France de 1990 à 1996.

## Biographie

### Formation
Après des études secondaires au collège Sainte-Marie à la Roche-sur-Foron, puis une licence en droit à Paris, Joseph Duval, neveu de Léon-Étienne Duval, est entré au grand séminaire d'Annecy avant de poursuivre sa formation à Rome où il a obtenu une licence en droit canonique à l'université pontificale grégorienne.
Il a été ordonné prêtre le 8 juin 1952 pour le diocèse d'Annecy.

### Principaux ministères
Après avoir été vicaire à Annecy, son ministère sacerdotal a été essentiellement consacré à l'enseignement, tout d'abord comme professeur de droit canonique de 1958 à 1963, puis professeur de théologie morale de 1963 à 1967 au grand séminaire d'Annecy, avant d'en devenir le supérieur de 1967 à 1971.
En 1971, il est nommé vicaire épiscopal chargé de la préparation au sacerdoce, charge qu'il exerce en étant curé de la paroisse de Saint-Jorioz.
Nommé évêque auxiliaire de Rennes le 14 mai 1974, il a été consacré le 6 juillet de la même année par le cardinal Paul Gouyon. Le 5 juin 1978, il est nommé archevêque coadjuteur de l'archidiocèse de Rouen, dont il devient l'archevêque titulaire le 6 mai 1981. Il s'est retiré de ses fonctions le 16 octobre 2003 pour raison d'âge. Il est décédé le 23 mai 2009.
Il a été vice-président de la conférence des évêques de France de 1987 à 1990, avant d'en devenir le président en 1990 et être réélu en 1993.
Il est élu pour participer au synode des évêques de 1994.
Ses obsèques ont eu lieu le 29 mai 2009 dans la cathédrale Notre-Dame de Rouen où il est enterré.
Son épitaphe est gravée dans la chapelle de la Vierge de la cathédrale de Rouen :

## Prises de position

### Sur le conflit israélo-palestinien
Joseph Duval considère que la "lutte incessante qui se déroule en Terre sainte" ne pourra pas être résolue tant que les "aspirations des peuples" n'auront pas été prises en compte.

### Sur le conflit auRwanda
Il s'est rendu au Rwanda au cœur du conflit qui déchire ce pays depuis 1994. Il a témoigné de la dimension ethnique de ce conflit et de la peur qui ronge les rescapés.